# Chlorid iridičitý
Chlorid iridičitý je anorganická sloučenina s chemickým vzorcem IrCl4.

## Příprava
Chlorid iridičitý lze připravit reakcí hexachloroiridičitanu amonného s chlorem nebo lučavkou královskou. Produkty obvykle obsahují příměsi chloridu iriditého nebo chlorovodíku, proto podle některé literatury není existence chloridu iridičitého považována za jistou.

## Vlastnosti
Chlorid iridičitý je amorfní hnědá pevná látka, která je rozpustná ve vodě a ethanolu. Hydratovaný chlorid iridičitý je černý a je rozpustný ve vodě. Dobře definovaným derivátem chloridu iridičitý je hexachloroiridičitan amonný ((NH4)2IrCl6).

## Využití
Chlorid iridičitý je využíván k přípravě katalyzátorů, jako například Henbestova katalyzátoru pro transferovou hydrogenaci cyklohexanonů. Využívá se také v chemické analýze k testování kyseliny dusičné a v mikroskopii.